# Scottish Football Museum
 (juin 2020).
Si vous disposez d'ouvrages ou d'articles de référence ou si vous connaissez des sites web de qualité traitant du thème abordé ici, merci de compléter l'article en donnant les références utiles à sa vérifiabilité et en les liant à la section « Notes et références ».
Le Scottish Football Museum (que l'on pourrait traduire par Musée du football écossais) est un musée ouvert depuis 1994 et consacré au football écossais, situé dans Hampden Park à Glasgow.

## Le Musée
Le Scottish Football Museum détient une collection de plus de 2.000 objets, dont la plus ancienne cape et le plus ancien ticket de match de l'histoire du football, correspondant au premier match international de l'histoire, le 30 novembre 1872, entre l'Écosse et l'Angleterre.
Il détient aussi le plus vieux trophée d'une compétition nationale au monde, la Coupe d'Écosse, remis pour la première fois en 1873.
Les visiteurs peuvent aussi voir le trophée The Championship of the World Trophy, ayant récompensé le vainqueur d'un match opposant en 1888, le tenant de la Coupe d'Écosse, Renton, au tenant de la FA Cup, West Bromwich Albion, remporté 4-1 par Renton.
Le Musée abrite aussi le portrait de tous les joueurs membres du tableau d'honneur de l'équipe d'Écosse de football ainsi que, depuis 2004, le Scottish Football Hall of Fame.
Le musée expose aussi le seul gravas récupéré à la suite de la démolition du Kilbowie Park, l'ancien stade l'équipe de Clydebank ainsi que les plans jamais réalisés de la rénovation du Boghead Park de Dumbarton.

## Expositions

### L'exposition Kilmarnock
Le Musée abrite une importante collection d'objets en rapport avec le club de Kilmarnock, dont des photos rares de l'inauguration du stade, le Rugby Park, le 26 août 1899, pour un match opposant Kilmarnock au Celtic. Il dispose aussi de plusieurs maillots portés par des joueurs du club d'époques différentes ainsi que des médailles et des trophées remportés par le club.

### L'exposition World of Football
Cette exposition retrace l'évolution du football et de la passion autour de lui, depuis le premier match international de l'histoire, le 30 novembre 1872, entre l'Écosse et l'Angleterre, disputé devant 4.000 spectateurs, jusqu'aux dernières compétitions internationales, dont les Coupes du monde, suivies par plus de 3 milliards de téléspectateurs. L'exposition présente aussi la place à travers l'histoire de l'Écosse dans le football international.

### L'exposition Frank Boyle
Cette exposition présente le travail de Frank Boyle, dessinateur et caricaturiste travaillant pour l'Edinburgh Evening News et spécialisé dans les dessins sur le football, notamment sur les deux clubs d'Édimbourg, Heart of Midlothian et Hibernian.

## Visite de Hampden Park

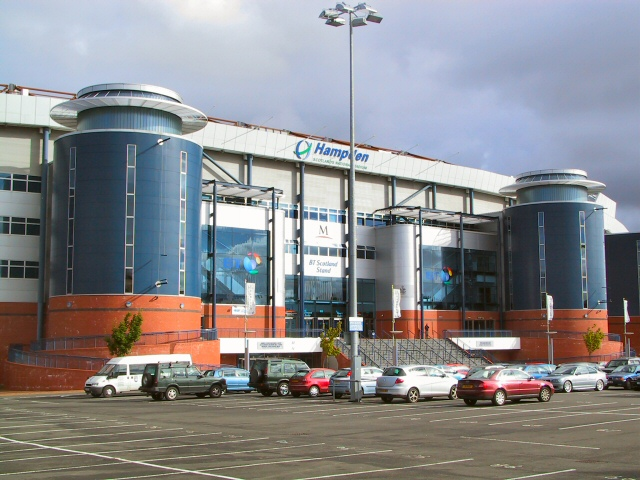
Hampden Park

Les visiteurs du musée peuvent aussi visiter Hampden Park dans un parcours correspondant à celui que ferait un joueur s'apprêtant à y disputer un match, ayant le droit d'aller dans les loges VIP, les vestiaires des joueurs, le tunnel d'entrée, les bancs des entraîneurs et peuvent même essayer d'inscrire un but depuis le point de penalty.